# Kaki (Iran)
Kākī (farsi کاکی) è una città dello shahrestān di Dashti, circoscrizione di Kākī, nella provincia di Bushehr. Aveva, nel 2006, una popolazione di 9.893 abitanti.